# Paracoracias
Paracoracias is een geslacht van uitgestorven scharrelaarvogels, dat leefde tijdens het Vroeg-Eoceen in Noord-Amerika. De typesoort is Paracoracias occidentalis.

## Fossiele vondsten
Paracoracias is bekend van een vrijwel compleet fossiel waarvan alleen het laatste deel van de linkerachterpoot mist. Dit fossiel is gevonden in de Green River-formatie in de Verenigde Staten en is ongeveer 52 miljoen jaar oud. De Green River-formatie werd afgezet in een merengebied omgeven door tropisch regenwoud.

## Kenmerken
De schedel van Paracoracias is 60 millimeter lang. De bouw van de bek, vleugels en poten vertoont gelijkenissen van die van de Eurystomus-soorten. Deze scharrelaars hebben een korte, brede snavel die geschikt is voor het vangen van insecten tijdens de vlucht. Een vergelijkbare leefwijze wordt voor Paracoracias verondersteld.

## Verwantschap
Paracoracias behoort tot de Coracii en het is verwant aan de clade scharrelaars + grondscharrelaars. Samen met Primobucco wijst Paracoracias erop dat de scharrelaarachtigen voorheen ook in Noord-Amerika voorkwamen en in het Paleogeen een wijde verspreiding over de noordelijke continenten hadden. Tegenwoordig is de groep beperkt tot de Oude Wereld. 